# 新大陆鹫类
新大陸鹫类（New World vultures）又稱美洲鹫、新域鷲、新世界禿鹫，学名统称美洲鷲科（Cathartidae），包含在美洲溫帶生活的5種禿鷲及2種神鷲。除了美洲鷲屬外，所有其下的屬都是單型的。
新大陸鷲类在基因上與外表相似的舊大陸鷲类並非近親，牠們之間的相似性是來自趨同演化，这些类群被统称为鹫类。牠們在新近紀都是廣泛分佈在舊世界及北美洲的。
美洲鹫是吃腐肉的，很多時都是吃已死去的動物屍體。新大陸鷲有良好的嗅覺，但舊大陸鷲卻是憑視覺來尋找屍體。牠們的特徵是頭上完全沒有羽毛。

## 生物學

### 分類及演化
新大陸鷲类包含了5個屬及7個物種，5個屬當中只有美洲鷲屬不是單型的。牠們的分類如下：
- 黑美洲鷲屬（Coragyps）
  - 黑美洲鷲（C. atratus）
- 美洲鷲屬（Cathartes）
  - 紅頭美洲鷲（C. aura）
  - 小黃頭美洲鷲（C. burrovianus）
  - 大黃頭美洲鷲（C. melambrotus）
- 加州兀鷲屬（Gymnogyps）
  - 加州神鷲（G. californianus）
- 康多兀鹫属（Vultur)
  - 安地斯神鷲（V. gryphus）
- 王鷲屬（Sarcoramphus）
  - 王鷲（Sarcoramphus papa）

新大陸鷲类傳統上是作為一個科分類在隼形目中。但是於20世紀末，一些學者認為牠們的染色體組型圖、形態及行為更為像鸛。故此一些文獻將牠們分類在鸛形目中，甚至認為牠們是鸛科內的一個亞科。不過另有一些意見這種分類過於簡化，而基因證據亦推翻了這個分類。現時卻有一種趨勢將新世界鷲类提升為一個目，稱為美洲鷲目，與猛禽或鸛沒有近親的關係。美國鳥類學者協會（American Ornithologists' Union）於2007年將北美洲的美洲鷲科再次分類在隼形目中，而草擬將南美洲的美洲鷲科定為地位未定，有可能屬於隼形目或美洲鷲目。
美洲鷲科的學名是來自希臘文的「淨化者」之意。

### 形態
新大陸鷲类一般都很大，由小黃頭美洲鷲的56-61厘米至加州神鷲及安地斯神鷲的120厘米長。羽毛主要是黑色或褐色，間中有些白紋。所有的物種頭部及頸部都沒有羽毛。一些皮膚上有鮮艷的顏色，如王鷲就有色彩繽紛的肉冠。
新大陸鷲类都有長而且闊的雙翼，尾巴堅硬，適合翱翔。牠們比其他鳥類更適合翱翔。雙腳有爪，但很脆弱，並不適合抓東西。前趾較長，底部有細小的網狀組織。由於牠們沒有鳴管，故其叫聲只限於咕嚕聲及嘶嘶聲。
牠們的喙稍呈鉤狀，與其他猛禽比較則較弱。這是由於牠們的喙是用來撕開腐肉，而非鮮肉。鼻孔呈卵狀，有蠟膜。鼻腔並沒有分隔，故可以從一邊的鼻孔看穿另一邊。眼睛很突出，但不像鷹般有眉骨遮蔽。黑美洲鷲屬及美洲鷲屬有單一但不完整的上睫毛及兩行下睫毛，而加州兀鷲屬、Vultur及王鷲屬則完全沒有睫毛。
新大陸鷲类會在腳上排泄，來幫助降低體溫。由於鸛亦會這麼做，故這亦成為牠們之間緊密關係的論點。

### 食性

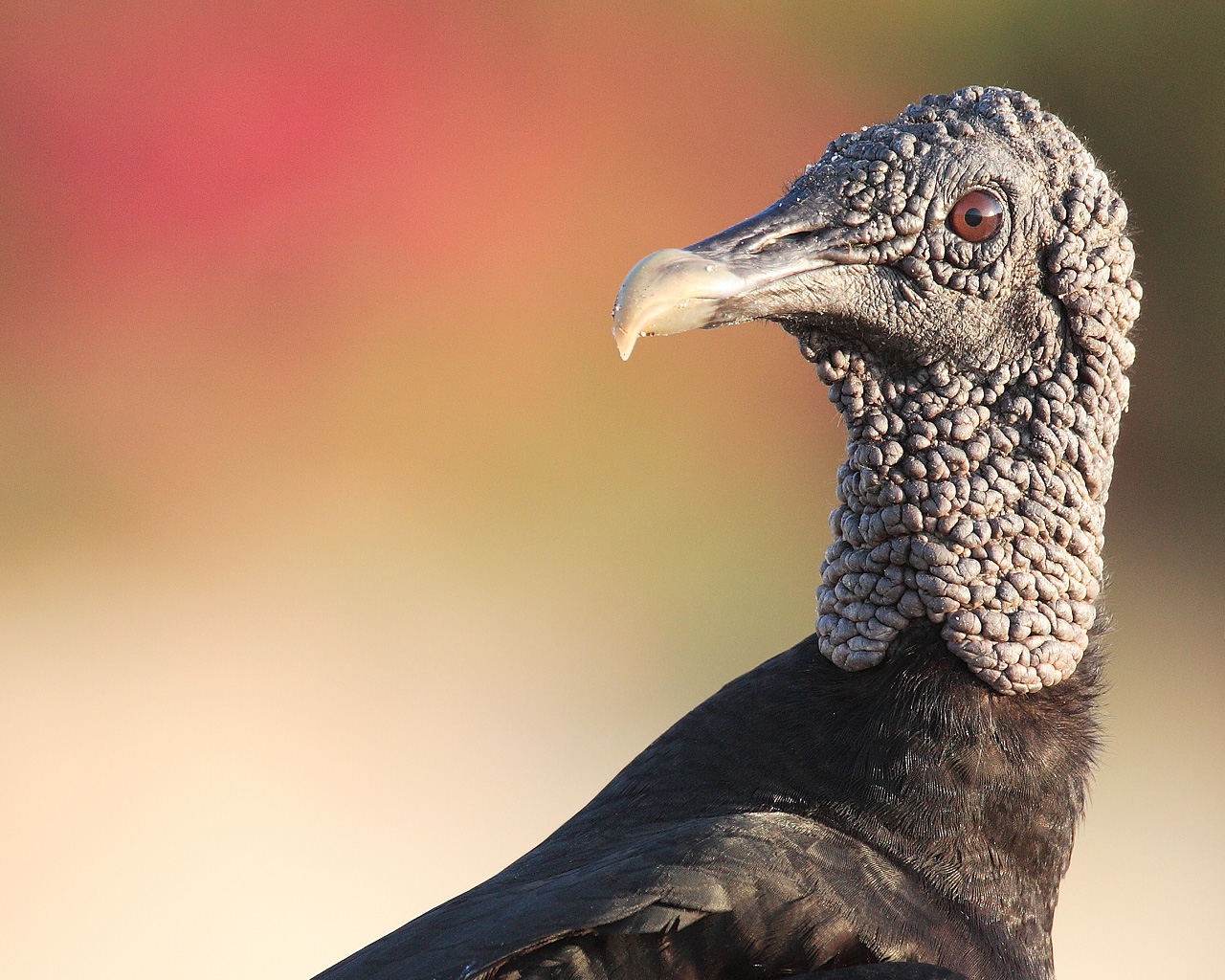
黑美洲鷲的頭部沒有羽毛，可以減少因吃腐肉而滋生的細菌。

新大陸鷲类都是吃腐肉的。雖然牠們大部份的飲食都是腐肉，一些成員如黑美洲鷲都曾被發現獵殺獵物。牠們也會吃果實、蛋及垃圾。美洲鷲屬中有一種不尋常的特徵，就是牠們有敏銳的嗅覺，用來尋找屍體。牠們憑著屍體發出的乙硫醇來確定位置。牠們腦部的嗅葉比其他動物為大。其他物種如黑美洲鷲及王鷲的嗅覺並不靈敏，只靠視覺，或有時甚至是跟隨美洲鷲屬或其他吃腐肉的動物來尋找食物，例如沒有嗅覺的加州神鷲。
新大陸鷲类的頭部及頸部沒有羽毛是一種對衛生產生的適應性：可以阻止細菌從屍體藏在羽毛中，另外皮膚亦可以被太陽照射而消毒。

### 繁殖
新大陸鷲类不會築巢，牠們會在光禿的地方生蛋。牠們每次會生1-3顆蛋，這視乎不同物種而定。雛鳥出生時沒有羽毛，於2-3個月後才長出。雙親會以反哺形式來餵養雛鳥。

## 與人類關係

### 文化
黑美洲鷲及王鷲在瑪雅古抄本作為古代文字出現。當中以王鷲最為普遍。王鷲的圖騰從其肉冠及眼睛可以清楚分辨。牠們有時被描繪成一個鳥頭人身的神祇。根據瑪雅傳說，這個神祇是在人類與其他神祇之間傳遞訊息。牠們在瑪雅曆法中代表每月的第13日。在瑪雅古抄本中，黑美洲鷲一般與死亡或是猛禽有關，而牠們的圖騰代表攻擊人類。黑美洲鷲就沒有像王鷲般的宗教意味。雖然一些圖騰明顯顯示黑美洲鷲相通的鼻孔及鉤狀喙，但有一些則是從沒有王鷲的肉冠來估計是黑美洲鷲。

### 危害及保育
加州神鷲是瀕危物種。於1987年就已飼養了所有野生的加州神鷲來確保其生存。於2005年，只有127隻野生的加州神鷲。
安地斯神鷲現正近危。
黑美洲鷲、紅頭美洲鷲、小黃頭美洲鷲及大黃頭美洲鷲的狀況仍是安全。這表示牠們的數量很穩定，仍未減少到瀕危的數量。

## 已滅絕物種及化石
异鹫是一種與新大陸鷲有關的已滅絕動物，在美洲是新大陸鷲的對手。新大陸鷲在史前時代亦有在歐洲出現，甚至有可能在當地演化。风神鹫Aiornis incredibilis的外表可能像現今的鳥類。不過牠們並非近親，而是並行演化的例子，而异鹫比美洲鷲更具掠食性。
美洲鷲科的化石歷史頗為大量，但較為混淆。很多化石不論有可能是或不是新大陸鷲都被認為是此科的早期成員。自新近紀就沒有明確的化石紀錄，而分子分析的結果卻更為模稜兩可。
美洲鷲科於上新世或更新世有高度的多樣化，可與現今的舊大陸鷲媲美。已滅絕的屬有：
- 异乡鹫属 Diatropornis
- 幽灵鹫属 Phasmagyps
- 巴西鹫属 Brasilogyps
- 粗壮鹫属 Hadrogyps
- 上新鹫属 Pliogyps
- 秘鲁鹫属 Perugyps
- 树鹫属/扶桑鹫属 Dryornis
- 巨鹫属 Aizenogyps
- 沥青鹫属 Breagyps
- 热罗诺鹫属 Geronogyps
- 温厄鹫属 Wingegyps
- 副王鷲属 Parasarcoramphus

於蒙古、美國、阿根廷及古巴發現的化石並未曾分類。現時亦有發現很多與現存物種同屬的化石。
在歐洲發現早期新近紀的化石可能是屬於新大陸鷲，稱為Plesiocathartes。另一方面，高鳥科的新兀鷲曾经被認為是一种特別的新大陸鷲。

## 外部連結
- Internet Bird Collection
- xeno-canto.org